# Cyrpoptus metcalfi
Cyrpoptus metcalfi är en insektsart som beskrevs av Ball 1933. Cyrpoptus metcalfi ingår i släktet Cyrpoptus och familjen lyktstritar. Inga underarter finns listade i Catalogue of Life.